# Kwas 2,4,6-trinitrobenzenosulfonowy
Kwas 2,4,6–trinitrobenzenosulfonowy, TNBS, kwas pikrylosulfonowy – organiczny związek chemiczny z grupy aromatycznych kwasów sulfonowych i związków C-nitrowych, analog kwasu pikrynowego, wykazujący właściwości utleniające i wybuchowe.

## Zastosowanie
Jest stosowany w celu neutralizacji grup aminowych peptydów, a także w celu wywoływania nieswoistego zapalenia jelit.

## Zagrożenia
Ze względu na swoje silne właściwości utleniające, zmieszany ze środkami redukującymi, w tym wodorkami, siarczkami i azotkami, może wywołać gwałtowną reakcję, która może prowadzić do wybuchu. Może eksplodować również w obecności zasady (np. wodorotlenku sodu lub wodorotlenku potasu), a także w obecności wody lub rozpuszczalników organicznych.